# 金盞花
金盏花（學名：Calendula officinalis）又名金盏菊，為菊科金盞花屬的一種，可能原产南欧，但在古代、近代就已引入世界各地，用於觀賞、藥用、染料及化妝品。

## 形态
一年或二年生草本植物，但在热带及亚热带则为多年生，单叶互生，在基部叶为匙形，上部为椭圆形；春季和夏季间开花，花生于茎部顶端，头状花序，一至多輪舌状花為黄色或橘黄色，管状花則淡黄色或橘黄色。
- 頭狀花序
- 果序
- 成熟的果實
- 每個瘦果內含有一顆種子
- 種子發芽
- 幼苗子葉
- 幼苗初生葉
- 幼株
- 發育中的花序

## 分布
本種原生于地中海西部一帶，现广泛被世界各地引种，作为观赏花卉栽培，对土壤要求不严，但需要阳光充分。

## 用途
本種除了被廣泛引種成為常見的觀賞性植物，在古代西方亦作为药用或染料，也可以作为化妆品或食用，其叶和花瓣可以食用，因此可以用作菜肴的装饰。
藥用方面，金盞花主要作用為止痛、殺菌、消炎，處理皮膚疾病，不但可以改善如疹子及曬斑這類的皮膚問題，對神經炎、以及牙痛也有效，對小孩子的尿布疹及其他皮膚問題也有助益。
其花和葉中含有大量的葉黃素、玉米黃質以及β-胡蘿蔔素。因含有大量的葉黃素，在商業應用上被廠商提煉出，廣泛應用在保護眼睛的保健食品中。同時其提取物中亦含有的皂角苷與芳香油，可用来製作化妆品。
作為中藥，本種全草可用於可減輕發炎及舒緩肌膚。幫助調節月經週期及降低發燒溫度。